# Sphinctomyrmex clarus
Sphinctomyrmex clarus är en myrart som först beskrevs av Auguste-Henri Forel 1893.  Sphinctomyrmex clarus ingår i släktet Sphinctomyrmex och familjen myror. Inga underarter finns listade i Catalogue of Life.